# Phantom Planet
Phantom Planet ist eine US-amerikanische Alternative-Rock-Band aus Los Angeles. Sie wurde 1994 gegründet. Der Name der Band ist eine Anspielung an den Science-Fiction-Film The Phantom Planet aus dem Jahr 1961. Die Band wurde durch den Song California zur Serie O.C., California als Titelsoundtrack berühmt.

## Geschichte
Ende der 1990er spielte die Band einige Konzerte in Los Angeles und Umgebung und machte sich so einen Namen. 1997 erhielten sie ihren ersten Plattenvertrag bei Geffen. Im folgenden Jahr veröffentlichten sie ihr Debütalbum Phantom Planet Is Missing, das bei den Kritikern aber nur mäßigen Erfolg feierte.
Anfang 2001 gingen sie wieder ins Studio, um den Nachfolger zu produzieren. Zur Unterstützung holte man sich Tchad Blake (Pearl Jam, Sheryl Crow) und Mitchell Froom (Elvis Costello, Paul McCartney). Ein Jahr später erschien dann The Guest auf dem Label Dreamworks. In Deutschland wurde das Album vor allem durch den Titelsong California aus der Fernsehserie O.C., California bekannt.
Im August 2003 entschied sich Jason Schwartzman dazu, die Band zu verlassen. Trotzdem kann man ihn noch auf dem dritten Album Phantom Planet hören, das 2004 erschien.
Mitte 2004 wurde der Song „Big Brat“ durch das Videospiel Driver 3 bekannt.
November 2008 gab die Band bekannt, dass sie keine Livekonzerte mehr spielen werden. Auf der Myspace-Seite der Band wurde ausdrücklich erklärt, dass es um keine Auflösung geht, sondern lediglich um eine kleine „Auszeit“.

### Wiedervereinigung
Am 4. November 2011 teilten Phantom Planet per Twitter mit, dass die Band sich 2012 wiedervereinigt hatte. Die ersten Reunion-Konzerte fanden am 13. und 14. Juni 2012 in Los Angeles statt. Im August 2013 nahm die Band erstmals wieder einen neuen Song mit dem Titel „Balisong“ auf, der zunächst nur auf dem Soloalbum Greenwald erschien. Als Singleauskopplung erschien der Song erst am 7. Mai 2019 unter dem Bandnamen Phantom Planet. Im gleichen Jahr spielte die Band erstmals auch wieder gemeinsam auf einer Bühne in Los Angeles und einem Festival in Tulsa / Oklahoma.
Im Juni 2020 veröffentlichte die Band nach 12 Jahren erstmals wieder ein Album mit dem Namen „Devastator“. Die Veröffentlichung war zunächst für 2019 vorgesehen, musste aber auf Grund der COVID-19-Pandemie um ein Jahr verschoben werden.

## Diskografie

### Alben
- 1998: Phantom Planet Is Missing
- 2002: The Guest
- 2004: Phantom Planet
- 2008: Raise the Dead
- 2020: Devastator

### Singles
- 2005: California (US: Gold + Gold (Mastertone))

### Videoalben
- 2003: Live at the Troubador
- 2004: Chicago, Chicagogoing, Chicagogone